# Neohoratia minuta
Neohoratia minuta là một loài ốc nước ngọt rất nhỏ có nắp, động vật thân mềm chân bụng sống dưới nước có vảy thuộc họ Hydrobiidae. Đây là loài đặc hữu của Thụy Sĩ.